# Władysław Żmuda
Władysław Antoni Żmuda (* 6. Juni 1954 in Lublin) ist ein ehemaliger polnischer Fußballtrainer und ehemaliger -spieler.

## Karriere

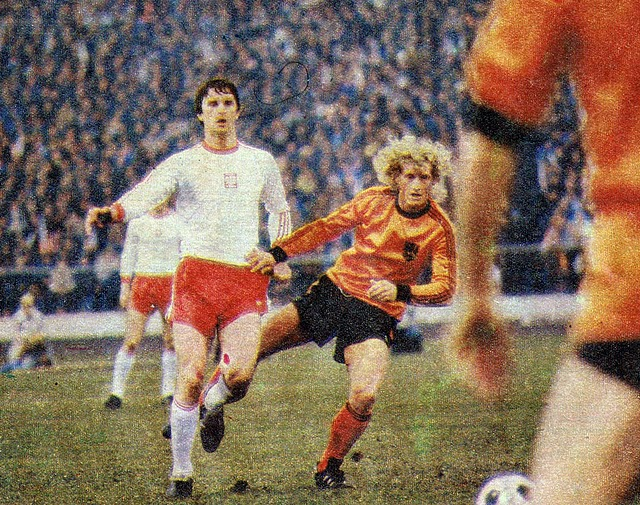
Władysław Żmuda (links) neben Wim Jansen beim 2:0-Erfolg über die Niederlande am 2. Mai 1979

Żmuda spielte Innenverteidiger bei den polnischen Vereinen Gwardia Warschau, Śląsk Wrocław und Widzew Łódź. Mit Wrocław wurde er 1977 erstmals polnischer Meister. 1981 und 1982 wurde er gemeinsam mit Zbigniew Boniek und Widzew Łódź zweimal polnischer Meister. Sein Debüt in der polnischen Nationalmannschaft gab er 1973. Bei der Fußball-Weltmeisterschaft 1974 in Deutschland war er bereits Stammspieler und gemeinsam mit Jerzy Gorgoń Rückhalt der Mannschaft, die die Bronzemedaille bei dieser WM gewann.
Er nahm noch drei weitere Male an Fußball-Weltmeisterschaften teil: 1978 in Argentinien, 1982 in Spanien und 1986 in Mexiko. 1982 gewann er zum zweiten Mal die Bronzemedaille bei einer WM. Außerdem gewann er die Silbermedaille bei den Olympischen Spielen in Montréal 1976.
Seine aktive Laufbahn ließ er in Italien und den USA ausklingen. Anschließend wurde er Trainer. Von 2009 bis 2013 trainierte er die polnische U-16 bis U-20 Nationalmannschaften.
Sein 1984 geborener Sohn Przemysław Żmuda spielt seit 2003/04 bei Motor Lublin und stieg mit dem Team von der Drittklassigkeit über die zweite Liga bis zeitweilig sogar in die Erstklassigkeit auf.

## Rekordhalter des polnischen Fußballs
Żmuda ist mit 21 Weltmeisterschaftsspielen der Rekordhalter des polnischen Fußballs. In der ewigen Rangliste steht er gemeinsam mit Diego Maradona und Uwe Seeler auf Platz sechs. 
Im Jahr 2019 wurde er in die PZPN-Mannschaft des Jahrhunderts (als Innenverteidiger) aufgenommen.

## Erfolge
- 3× Polnischer Meister (1977, 1981 und 1982)
- 1× Polnischer Pokalsieger (1976)
- 4× WM-Teilnahme (1974, 1978, 1982 und 1986)
- WM-Dritter (1974 und 1982)
- Olympische Silbermedaille (1976)
- Dritter Platz U-18-EM (1972)

## Auszeichnungen
- Bester Junger Spieler bei der WM 1974